# Марино, Анджела
Анджела Даниэла Марино (англ. Angela Daniela Marino; родилась 3 февраля 1986 года в Уаиуку, Новая Зеландия) — новозеландская профессиональная баскетболистка итальянского происхождения, выступала женской национальной баскетбольной лиге. Играла в амплуа разыгрывающего защитника. Двукратная чемпионка женской НБЛ (2006, 2008).
В составе национальной сборной Новой Зеландии она принимала участие в Олимпийских играх 2004 года в Афинах и 2008 года в Пекине, кроме того завоевала серебряные медали Игр Содружества 2006 года в Мельбурне и чемпионата Океании 2007 года в Новой Зеландии.

## Ранние годы
Анджела Марино родилась 3 февраля 1986 года в городе Уаиуку (регион Окленд), юго-западном пригороде Окленда, у неё есть три сестры.